# Збройні сили Джибуті
Збройні сили Джибуті (DJAF) (сом. Ciidanka Jabuuti) — військові сили Джибуті. Вони складаються з Національної армії Джибуті і її родів військ Повітряних сил та Військово-морських сил. Станом на 2013 рік Збройні сили Джибуті налічували 8,000 особового складу сухопутних військ, які поділені на декілька полків та батальйонів розташованих у різних куточках країни.